# Galešnik (utvrda)
Galešnik je tvrđava jugoistočno od Jelse.

## Zemljopisni položaj
Smješten je na gorskom bilu južno od Jelse. Ime tvrđave je Galičnik, a u pučkom govoru Galešnik, Grad (=Grad) a navodno i Trim).:81. Tvrđava Grad na lokalitetu Galešnik smještena je na brijegu jugoistočno od Jelse, na strateški istaknutom položaju nad bračko – hvarskim kanalom. Sagrađena je na prirodnoj stijeni koja nije pristupačna sa svih strana. Galešnik je na istom platou „gorske kose” gdje i zapadnije smještena ilirsko-grčka tvrđava Tor iz 4. st. pr. Krista. Galešnik je na 210 m nadmorske visine do 247 mnv. Do Tora i Galešnika danas vodi uređena pješačka staza iz Jelse. Slikoviti put prolazi kroz polja i maslinike i završava starim popločanim rimskim putem koji vodi do Grada tvrđave. Staza do Galešnika počinje kod crkve Velike Gospe iznad Jelse i vodi prema jugu i planinskim vrhovima Hvara. Staza je strma. S Galešnika se pruža panoramski pogled na Jelsu i okolna mjesta, otok Brač i Podbiokovlje. Od Galešnika se pravcem prema jugu približno stiže na Grebišće.

## Povijest
U pisanim vrelima najstariji su zapisi u najstarijoj sačuvanoj redakciji hvarskog općinskog statuta iz 1331. godine gdje je zabilježen kao Castrum Vetus, quod vocatur Galicnich. Sljedeće vrelo koje ga spominje je rad hvarskog humanista dominikanca Vicka Pribojevića iz prve polovice 16. stoljeća. Zabilježio je da je castrum tada bio još gotovo posve sačuvan u izvornom obliku. Mletački dužnosnik Giovanni Bragadin navodi ga pod imenom Galicinich i zapisao je rupe za grede unutar zidova, pretpostavljajući da potječu od drvenog obrambenog hodnika koji je išao uokolo utvrde. Bragadin je bitan kao zapisivač "nesuvisle pučke pripovijesti" o dvojici mjesnih velmoža: jedan je kao bio gospodar Galičnika, a drugi Gradine te su neprestano ratovali jedan protiv drugoga.:81. Dokumentirao je i svagda nazočne lakovjerne i pohlepne ljude koji su ovdje uzalud tražili skriveno blago.:82.

## Opis dobra
Širine je 20-ak metara. Opasavaju ga zidovi 80 m dugi, visoki oko 4 m i tusti 50 – 60 cm. Obzidana površina je 1.520 m2. Djelomično je očuvana građevina pravokutna oblika površine oko 40 m2.
Bedemi su sačuvani u cijeloj dužini. Pretpostavlja se da je Galešnik mogao poslužiti kao refugij (pribježište) kasnoantičkom naselju na jelšanskoj Gradini. Sačuvalo se je vjerovanje da je pripadao plemenitaškoj obitelji Slavogost(ić)a i znamenitom Galeši Slavogostu, jednim od vođa pobune protiv mletačke vlasti 1310. godine, po kojemu je i dobila ime. Njegovoj je obitelji, prema toj predaji, pružila utočište od tadašnje mletačke vlasti, no naposljetku su Mlečani grad osvojili i porušili ga.
Utvrda je izduženog nepravilnog oblika s izlomljenom linijom vanjskog plašta koji je na mjestima visok oko 4 metra. Zidovi su građeni lomljenim kamenom u pravilnim redovima uz obilnu uporabu žbuke. Uzduž zidova, u pravilnim razmacima, pojavljuju se rupe za kamene grede. Na sjeverozapadnom dijelu utvrde nalaze se temeljni ostatci zgrada za posadu, a u nižem dijelu cisterna za vodu četvrtastog oblika s ostatcima bačvastog svoda i hidraulične žbuke. Način zidanja datira utvrdu u 6. st. Tezi o gradnji u 6. stoljeću pridonio je 2000. godine pronađeni kratki kasnoantički natpis blizu tvrđave. Iz njegova se sadržaja osnažilo mišljenje da je castrum Galičnik skupa s Gradinom na ulazu u jelšansku luku nastao u kasnoj antici, vjerojatno u kad je u 6. stoljeću Justinijan utvrđivao jadranske pomorske puteve.:81.
Glede strateške lokacije, razumna je pretpostavka da je ovdje barž postojala ilirska građevina na čijim je temeljima podignuta ova tvrđava. Tvrđavom su se bavili Niko Duboković Nadalini koji je iznio pretpostavku o višeslojnosti zdanja, t.j. da je donji sloj zida rimski i da se na nj nadovezuje srednjovjekovni. Dovodio je tvrđavu u svezu s Galešom Slavogostićem za kojega tvrdi da je "'1310. godine podigao bunu proti Mletaka i komune i naposljetku bio svladan". Duboković je naglasio izvidnički položaj utvrde. Zapisao je da do gradine vode serpentine a da su građene "masivnim ciklopskim kamenjem, a podsjećaju na rimski rad". Nikša Petrić je prvi jasno datirao u kasnu antiku. Smatrao je da mu je bila namjena braniti pristup s istočne kopnene strane otoka. Godinu poslije Petrić je iznio stav da je to "utvrđeno ranosrednjovjekovno naselje čiji slojevi idu još od antike". Vanja Kovačić je utvrdu datirao u kasnu antiku, a neki radovi od poslije datiraju ga u razdoblje između kasne antike i ranog srednjovjekovlja.:82.
Moguće je da je služio romaniziranim Ilirima od hrvatskih slavenskih pridošlica od 7. do 9. stoljeća, no u 10. stoljeću najkasnije je integriran u neretvansku sklaviniju. Budući da ga vrela već u 14. stoljeću nazivaju "starim" (vetus), to ne označava samo starost, nego ono što je prije bilo za neku svrhu a sada već nije. Napuštenosti je pridonijela nenaseljenost tog dijela otoka. U srednjem vijeku bila je na Hvaru naseljena samo središnja ravnica koju čine Starogradsko i Jelšansko polje, dok je Galičnik bio na rubu tog područja, pred ondašnjim Plamama bez stanovnika. Izvorno je ime Galičnik, barem od 14. do 19. st., a ime Galešnik je novija pučka iskrivljenica iz zadnjih stoljeća.:83.
Ispitivanjima 2000. utvrđeno je da je kasnoantička obrambena građevina. Nema tragova višeslojnosti građevine u nadzemnom dijelu odnosno svi dijelovi datiraju iz istog doba. Zidove čine srazmjeno tanki lomljenci koje vezuje žbuka uz primjesu smrvljene opeke. to je vezivo vodonepropusno vezivo i vidljivo unutar zidova pretpostavljene cisterne na istočnome kraju utvrde. Mnoštvo je na površini crjepova - tegula od svijetložute gline. Rupe za grede su unutar perimetralnih zidova
i unutar cisterne.:83. Serpetine su solidno izvedene s podzidom ("bankinom") od velikih prirodnih
lomljenaca (nešto poput divovskih "basetina"). Izvađeni su u kamenolomu u kosi jugozapadno od Galičnika. Do Galešnika vodi široki put pod kaldrmom ("inkunjan"), ali se ne nastavlja dalje ka južnoj obali Hvara. Po predaji put je povezivao Galešnik i Gradinu. Dalje vode samo kozje staze.:83.-84.

## Zaštita
Pod oznakom Z-6412 zaveden je kao nepokretno kulturno dobro - pojedinačno, pravna statusa zaštićena kulturnog dobra, klasificirano kao "vojne i obrambene građevine".